# Erik Östbye
Erik Verner Östbye, född 25 januari 1921 i Oslo, död 14 mars 2011 i Härlanda församling, Göteborg, var en svensk friidrottare (långdistanslöpare). Han tävlade för Örgryte IS och Solvikingarna. Östbye vann SM-guld i maratonlöpning åren 1959, 1961, 1964, 1965.